# Remoncourt (Vosges)
Remoncourt ist eine französische Gemeinde im Département Vosges in der Region Grand Est (vor 2016 Lothringen). Sie gehört zum Kanton Vittel und zum Arrondissement Neufchâteau. Sie grenzt im Norden an Estrennes, im Nordosten an Domèvre-sous-Montfort, im Osten an Rozerotte, im Südosten an Valfroicourt, im Süden an Esley und Monthureux-le-Sec, im Südwesten an Haréville, im Westen an La Neuveville-sous-Montfort und im Nordwesten an Domjulien. Die Bewohner nennen sich Remoncourtois(es). Der Bahnhof Remoncourt lag an der Bahnstrecke Merrey–Hymont-Mattaincourt.

## Bevölkerungsentwicklung
| Jahr      | 1962 | 1968 | 1975 | 1982 | 1990 | 1999 | 2008 | 2019 |
| --------- | ---- | ---- | ---- | ---- | ---- | ---- | ---- | ---- |
| Einwohner | 557  | 536  | 588  | 555  | 552  | 603  | 593  | 573  |

## Sehenswürdigkeiten
- Kirche Saint-Rémi, Monument historique

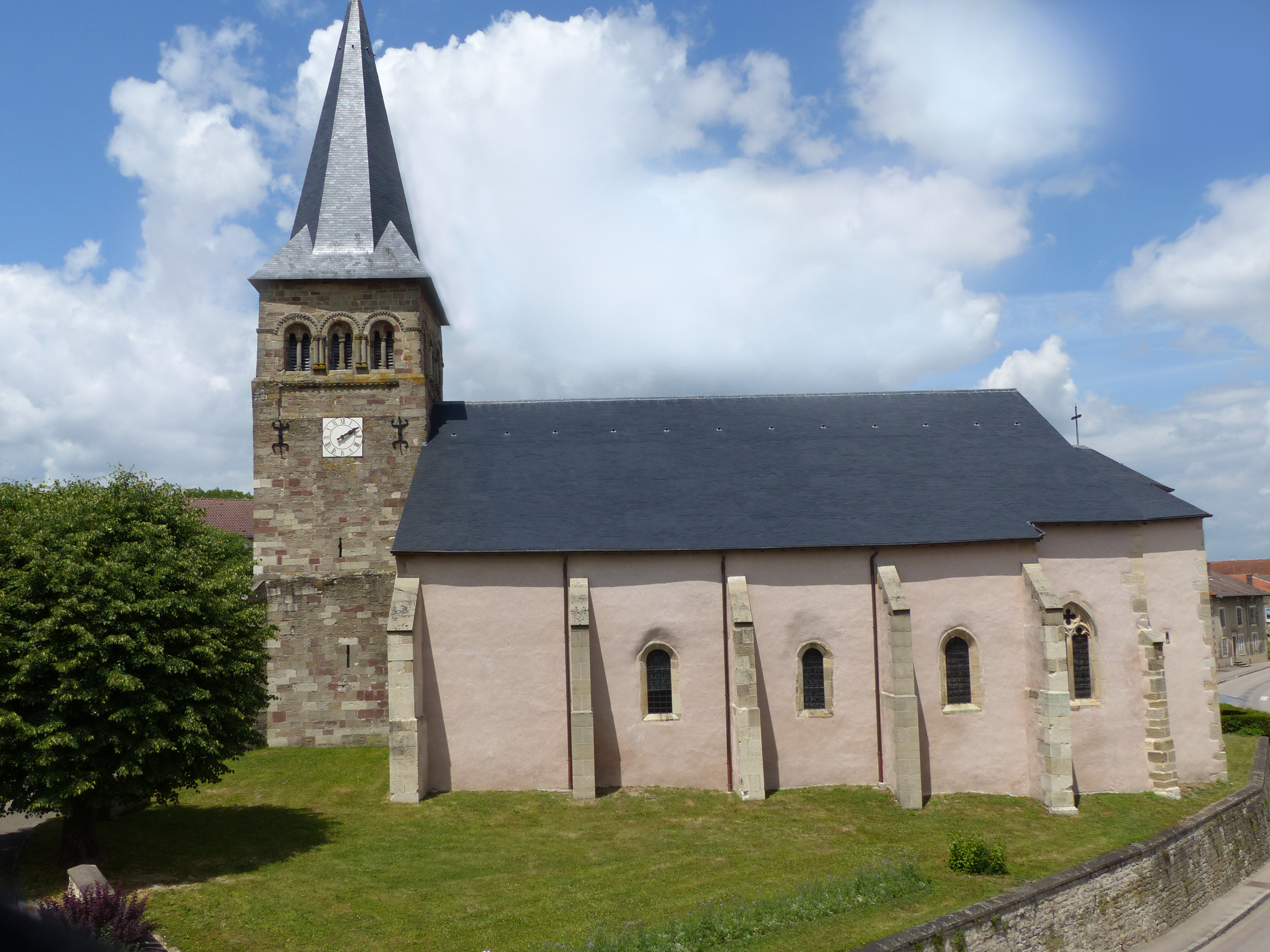
Kirche Saint-Rémi